# Perudo

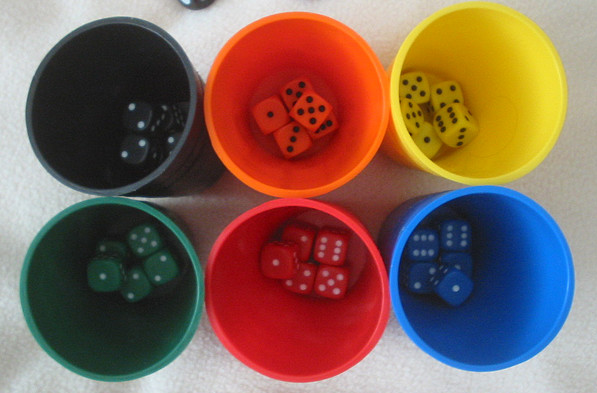
I perudo behöver varje deltagare fem tärningar och en tärningsbägare.

Perudo är ett tärningsspel som har sydamerikanska anor. Speltillbehören utgörs av en tärningsbägare och fem tärningar för varje deltagare.
Alla deltagarna skakar samtidigt om tärningarna i sina bägare, sätter ned bägarna uppochned på bordet och tittar efter vad man själv slagit, utan att visa det för någon annan. Spelarna ska sedan i tur och ordning avge ett bud, som består i att gissa hur många av samtliga tärningar som visar ett visst nummer, det vill säga antal ögon. Numret kan vara 2, 3, 4, 5 eller 6; 1:orna fungerar som  jokrar och kan representera vilket nummer som helst. Varje avgivet bud måste vara högre än det föregående, vilket åstadkommes genom att höja antalet tärningar eller genom att bjuda ett högre nummer, eller både och. Exempelvis överträffas "sju 4:or" av "åtta 3:or" och "sju 5:or".
En spelare som tror att det senaste budet är för högt säger "dudo'', vilket är spanska för "jag tvivlar". Spelet avbryts då, och alla deltagarna visar upp sina tärningar. Om det finns minst lika många tärningar med det aktuella numret (inklusive 1:orna) som i det senaste budet, ska den som sagt "dudo" lämna ifrån sig en av sina tärningar; i annat fall är det spelaren som avgivit detta bud som förlorar en tärning. 
Den deltagare som är den sista att ha någon tärning kvar vinner spelet.
Perudo kan ibland gå under namnet liar's dice, men liar's dice och liar dice kan även vara alternativa benämningar på spelet blufftärningspoker. Det kommersiella spelet Bluff är praktiskt taget identiskt med perudo, men spelas med speciella tärningar, där en av sidorna är märkt med en stjärna och innehar funktionen som joker.